# Абингдон (Вирџинија)
Абингдон (енгл. Abingdon) град је у америчкој савезној држави Вирџинија. По попису становништва из 2010. у њему је живело 8.191 становника.

## Демографија
Према попису становништва из 2010. у граду је живело 8.191 становника, што је 411 (5,3%) становника више него 2000. године.
| Група             | 2000.         | 2010.         |
| Белци             | 7.344 (94,4%) | 7.540 (92,1%) |
| Афроамериканци    | 265 (3,4%)    | 257 (3,1%)    |
| Азијати           | 50 (0,6%)     | 86 (1,0%)     |
| Хиспаноамериканци | 62 (0,8%)     | 209 (2,6%)    |
| Укупно            | 7.780         | 8.191         |